# Bodești, Iași
Bodești este un sat în comuna Scânteia din județul Iași, Moldova, România.